# Distretto dei Monti Jaintia Occidentali
Il distretto dei Monti Jaintia Occidentali è un distretto dello stato del Meghalaya, in India. Il suo capoluogo è Jowai.